# Sequestro (film)
Sequestro è un documentario del 2009 diretto da Jorge Wolney Atalla.

## Trama
Per quattro anni una troupe cinematografica segue le operazioni di conversione della Forza di Polizia di San Paolo, un gruppo di élite formato solo da una manciata di uomini.

## Riconoscimenti
- 2010 - Recife Cine PE Audiovisual Festival
  - Migliore sceneggiatura a Jorge W. Atalla e Caio Cavechini[1]
  - Miglior montaggio a Marcelo Moraes e Marcelo Bala
- 2010 - Satellite Award
  - Candidatura al premio per il miglior documentario